# Famille Robert de Saint-Vincent
La famille Robert de Saint-Vincent est une famille subsistante de la noblesse française, originaire de la Beauce puis établie à Paris, anoblie par la charge de conseiller à la Chambre des comptes de Paris en 1701

## Historique
La charge de conseiller à la chambre des comptes de Paris en 1701 est le principe de noblesse retenu par Régis Valette. Cette famille appartient ainsi à la noblesse de robe.
La famille Robert de Saint-Vincent a été admise à l'ANF en 1996.

## Personnalités
- Pierre-Augustin Robert de Saint-Vincent (1725-1799), magistrat
- Pierre-Antoine Robert de Saint-Vincent (1756-1826), magistrat, directeur d'écoles
- Pierre Robert de Saint-Vincent (1882-1954), général de corps d'armée, gouverneur militaire de Lyon, Juste parmi les nations

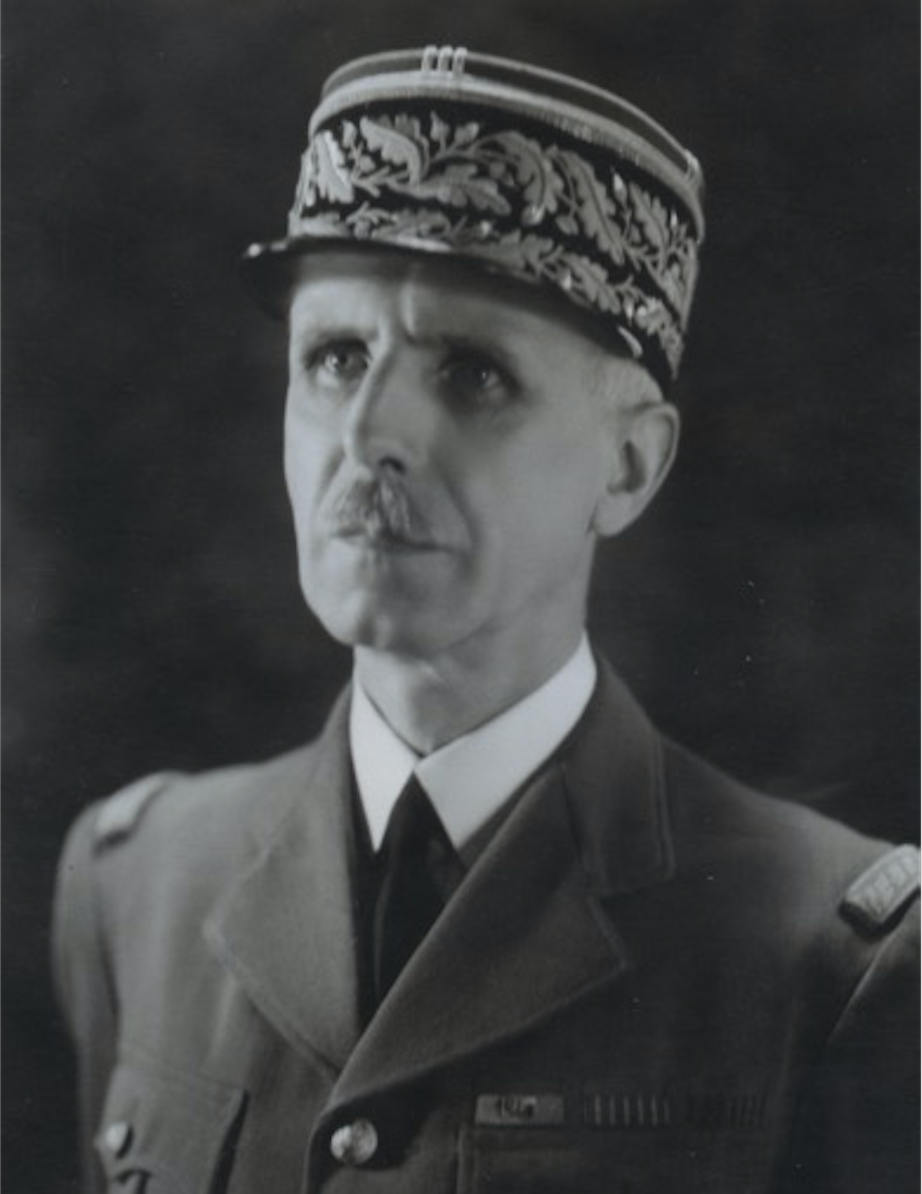
Général Pierre Robert de Saint Vincent

## Armes, titre
- Armes : D'or à la vache passante de gueules, accornée, accolée, et clarinée d'azur, à l'étoile du même posée entre les cornes, et au chef d'azur plein.[1]
- Titre : Vicomte (1817 et 1818) (Seconde Restauration)[1]

## Demeures et châteaux
- Château de Forges-les-Bains (Forges-les-Bains)
- Château de Carrois (Grandpuits-Bailly-Carrois)
- Château de Septeuil (Septeuil)

## Alliances
Les principales alliances de la famille Robert de Saint-Vincent sont : Morel de Vindé, de Visdelou, de Lantivy, Moreau de Plancy, Jacquier de Bobigny, de Paris de La Brosse, Nivelle, Jogues de Guédreville, Le Chanteur, Dutour de Salvert Bellenave, Contaud de Coulange, de Vougny de Boquestant, Choppin d'Arnouville, de Rasilly, de Barbançois-Villegongis, d'Amphernet de Pontbellanger, Le Borgne de La Tour, Bréart de Boisanger, de Lesquen du Plessis-Casso, de Graindorge d'Orgeville de Mesnil-Durand, de Mazenod, Le Cour Grandmaison, Wallon, Libault de La Chevasnerie, Masson-Bachasson de Montalivet, de Metz, Mercier de Lépinay, de Feraudy, de Thomas de Labarthe, de Surville, de Brunier, de La Villéon, Mangini, Lamarque d'Arrouzat, Tassin de Charsonville, d'Ussel, de Montalembert, Noirtin, de Maistre, Rolland.